# Olympische Sommerspiele 2004/Ringen

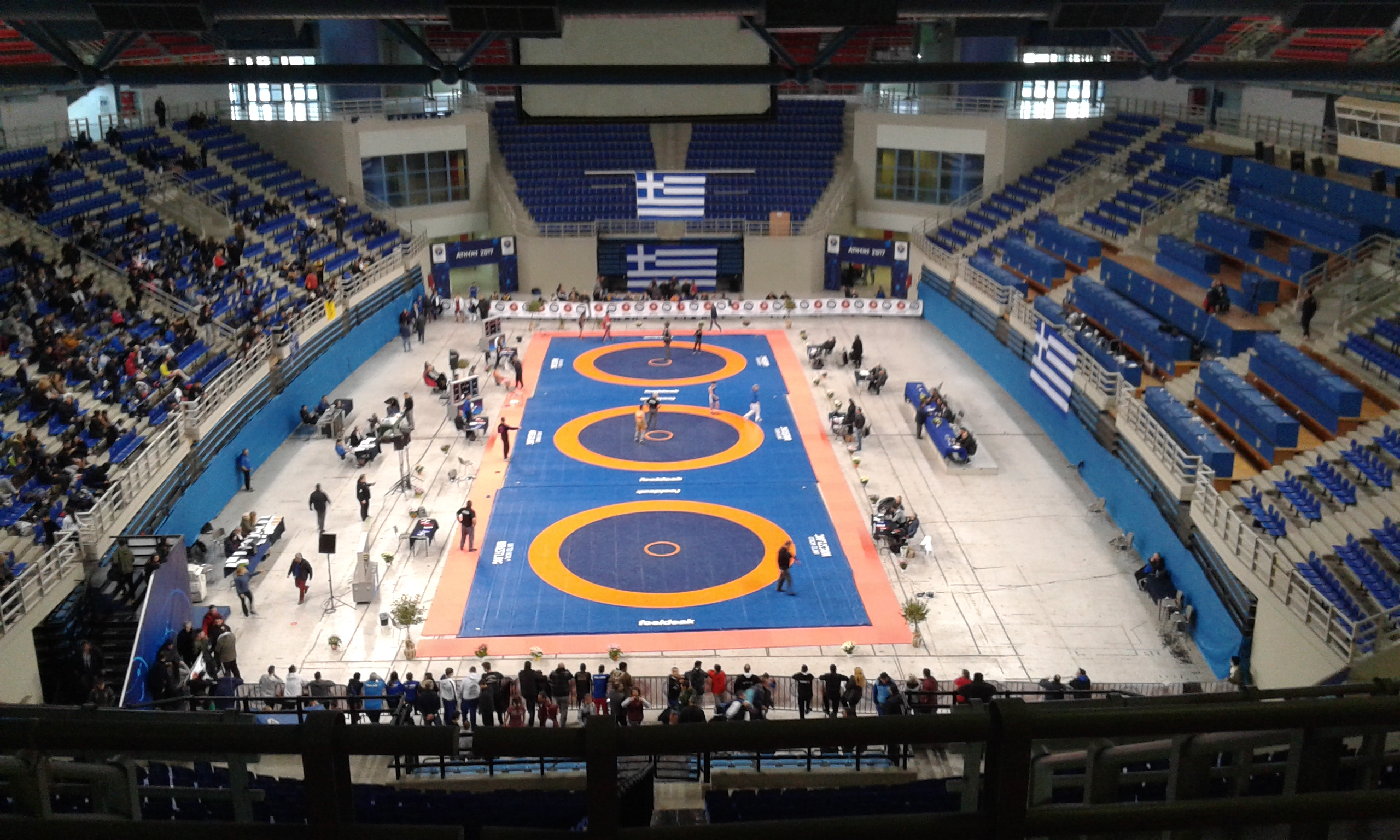
Ano Liossia Olympic Hall

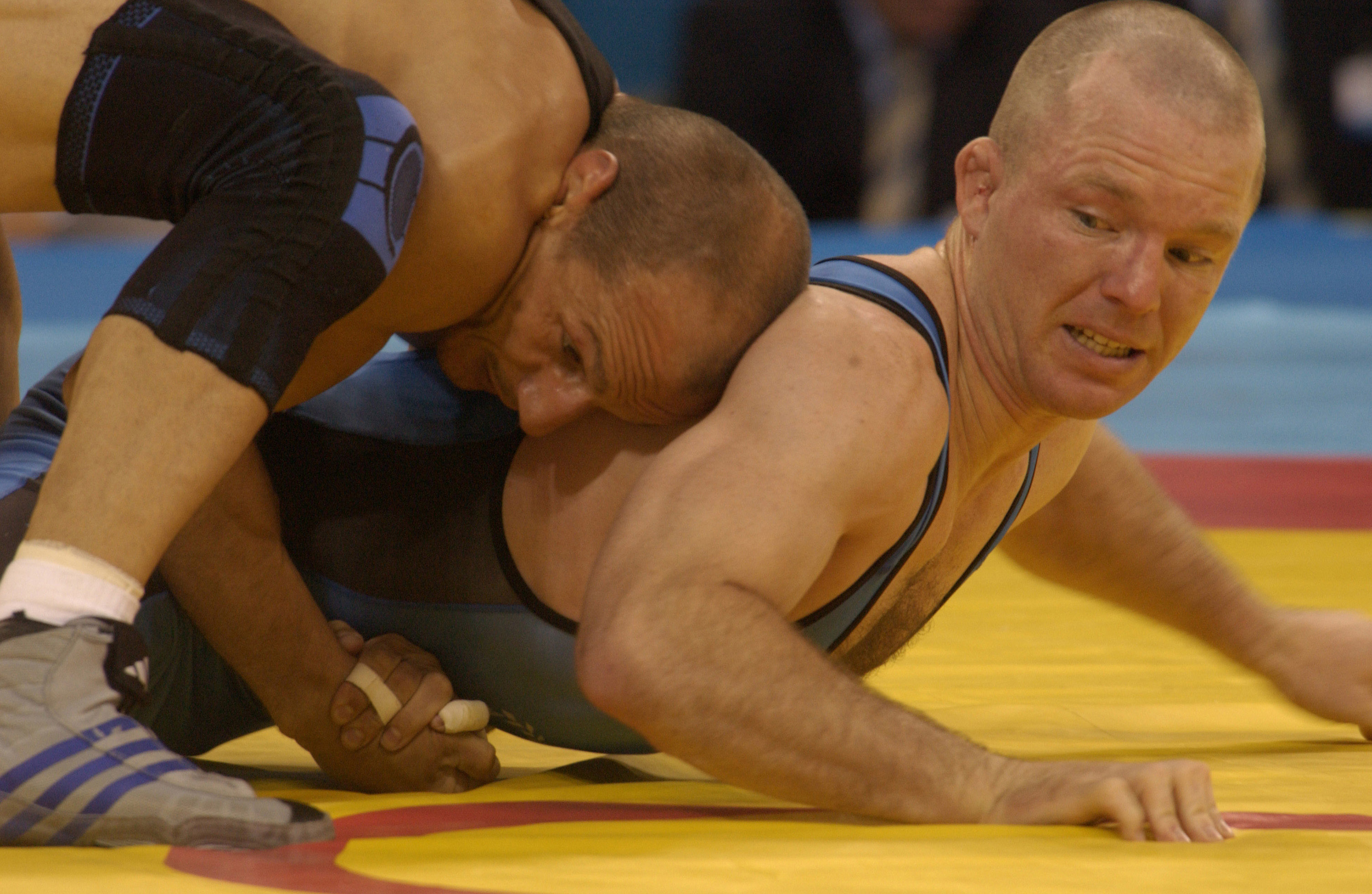
Oscar Wood (USA) (rechts) kämpft gegen Jannis Zamanduridis (Deutschland)

Bei den XXVIII. Olympischen Sommerspielen 2004 in Athen fanden 18 Wettkämpfe im Ringen statt. Bei den Männern gab es je sieben Gewichtsklassen im Freistil und im griechisch-römischen Stil (jeweils eine weniger als zuvor). Erstmals auf dem Programm standen vier Freistil-Gewichtsklassen bei den Frauen. Austragungsort war die Ano Liossia Olympic Hall.

## Bilanz

### Medaillenspiegel
| Platz | Land               | Gold | Silber | Bronze | Gesamt |
| ----- | ------------------ | ---- | ------ | ------ | ------ |
| 1     | Russland           | 5    | 2      | 3      | 10     |
| 2     | Japan              | 2    | 1      | 3      | 6      |
| 3     | Usbekistan         | 2    | 1      | –      | 3      |
| 4     | Ukraine            | 2    | –      | –      | 2      |
| 5     | Vereinigte Staaten | 1    | 3      | 2      | 6      |
| 6     | Kuba               | 1    | 1      | 1      | 3      |
| 7     | Südkorea           | 1    | 1      | –      | 2      |
| 8     | Ägypten            | 1    | –      | –      | 1      |
| 8     | Aserbaidschan      | 1    | –      | –      | 1      |
| 8     | China              | 1    | –      | –      | 1      |
| 8     | Ungarn             | 1    | –      | –      | 1      |
| 12    | Iran               | –    | 2      | 1      | 3      |
| 12    | Kasachstan         | –    | 2      | 1      | 3      |
| 14    | Türkei             | –    | 1      | 2      | 3      |
| 15    | Finnland           | –    | 1      | –      | 1      |
| 15    | Georgien           | –    | 1      | –      | 1      |
| 15    | Kanada             | –    | 1      | –      | 1      |
| 15    | Schweden           | –    | 1      | –      | 1      |
| 19    | Frankreich         | –    | –      | 2      | 2      |
| 20    | Bulgarien          | –    | –      | 1      | 1      |
| 20    | Griechenland       | –    | –      | 1      | 1      |
| 20    | Belarus            | –    | –      | 1      | 1      |

### Medaillengewinner
| Konkurrenz        | Gold                  | Silber               | Bronze                 |
| ----------------- | --------------------- | -------------------- | ---------------------- |
| Klasse bis 55 kg  | Mawlet Batirow        | Stephen Abas         | Chikara Tanabe         |
| Klasse bis 60 kg  | Yandro Quintana       | Masoud Mostafa Jokar | Kenji Inoue            |
| Klasse bis 66 kg  | Elbrus Tedejew        | Jamill Kelly         | Machatsch Murtasalijew |
| Klasse bis 74 kg  | Buwaissar Saitijew    | Gennadi Lalijew      | Iván Fundora           |
| Klasse bis 84 kg  | Cael Sanderson        | Moon Eui-jae         | Saschid Saschidow      |
| Klasse bis 96 kg  | Chadschimurad Gazalow | Magomed Ibragimov    | Alireza Heidari        |
| Klasse bis 120 kg | Artur Taymazov        | Alireza Rezaei       | Aydın Polatçı          |

| Konkurrenz        | Gold                    | Silber               | Bronze                 |
| ----------------- | ----------------------- | -------------------- | ---------------------- |
| Klasse bis 55 kg  | István Majoros          | Geidar Mamedalijew   | Artiom Kiourengian     |
| Klasse bis 60 kg  | Jung Ji-hyun            | Roberto Monzón       | Armen Nasarjan         |
| Klasse bis 66 kg  | Fərid Mansurov          | Şeref Eroğlu         | Mchitar Manukjan       |
| Klasse bis 74 kg  | Aleksandr Doxturishvili | Marko Yli-Hannuksela | Warteres Samurgaschew  |
| Klasse bis 84 kg  | Alexei Mischin          | Ara Abrahamian       | Wjatschaslau Makaranka |
| Klasse bis 96 kg  | Karam Ibrahim           | Ramas Nosadse        | Mehmet Özal            |
| Klasse bis 120 kg | Chassan Barojew         | Georgi Tsurtsumia    | Rulon Gardner          |

| Konkurrenz       | Gold          | Silber          | Bronze           |
| ---------------- | ------------- | --------------- | ---------------- |
| Klasse bis 48 kg | Iryna Melnik  | Chiharu Ichō    | Patricia Miranda |
| Klasse bis 55 kg | Saori Yoshida | Tonya Verbeek   | Anna Gomis       |
| Klasse bis 63 kg | Kaori Ichō    | Sara McMann     | Lise Legrand     |
| Klasse bis 72 kg | Wang Xu       | Güsel Manjurowa | Kyōko Hamaguchi  |

## Ergebnisse Freistil (Männer)

### Klasse bis 55 kg (Bantamgewicht)
| Platz | Land | Sportler           |
| ----- | ---- | ------------------ |
| 1     | RUS  | Mawlet Batirow     |
| 2     | USA  | Stephen Abas       |
| 3     | JPN  | Chikara Tanabe     |
| 4     | GRE  | Amiran Karndanof   |
| 5     | CHN  | Li Zhengyu         |
| 6     | KOR  | Kim Hyo-sub        |
| 7     | UKR  | Oleksandr Sacharuk |
| 8     | PRK  | O Song-nam         |

Datum: 27. bis 28. August 2004

22 Teilnehmer aus 22 Ländern

### Klasse bis 60 kg (Federgewicht)
| Platz | Land | Sportler               |
| ----- | ---- | ---------------------- |
| 1     | CUB  | Yandro Quintana        |
| 2     | IRI  | Massoud Moustafa Jokar |
| 3     | JPN  | Kenji Inoue            |
| 4     | UKR  | Wassyl Fedoryschyn     |
| 5     | GEO  | David Pogosian         |
| 6     | CAN  | Guivi Sissaouri        |
| 7     | KOR  | Jung Young-ho          |
| 8     | AUT  | Lubos Cikel            |

Datum: 28. bis 29. August 2004

19 Teilnehmer aus 19 Ländern

### Klasse bis 66 kg (Leichtgewicht)
| Platz | Land | Sportler               |
| ----- | ---- | ---------------------- |
| 1     | UKR  | Elbrus Tedejew         |
| 2     | USA  | Jamill Kelly           |
| 3     | RUS  | Machatsch Murtasalijew |
| 4     | KAZ  | Leonid Spiridonow      |
| 5     | JPN  | Kazuhiko Ikematsu      |
| 6     | GRE  | Apostolos Taskoudis    |
| 7     | TUR  | Ömer Çubukçu           |
| 8     | BUL  | Serafim Barsakow       |

Datum: 27. bis 28. August 2004

21 Teilnehmer aus 21 Ländern

### Klasse bis 74 kg (Weltergewicht)
| Platz | Land | Sportler            |
| ----- | ---- | ------------------- |
| 1     | RUS  | Buwaissar Saitijew  |
| 2     | KAZ  | Gennadi Lalijew     |
| 3     | CUB  | Iván Fundora        |
| 4     | POL  | Krystian Brzozowski |
| 5     | USA  | Joe E. Williams     |
| 6     | CAN  | Daniel Igali        |
| 7     | ITA  | Salvatore Rinella   |
| 8     | ARM  | Arajik Geworgjan    |

Datum: 28. bis 29. August 2004

21 Teilnehmer aus 21 Ländern

### Klasse bis 84 kg (Mittelgewicht)
| Platz | Land | Sportler            |
| ----- | ---- | ------------------- |
| 1     | USA  | Cael Sanderson      |
| 2     | KOR  | Moon Eui-jae        |
| 3     | RUS  | Saschid Saschidow   |
| 4     | CUB  | Yoel Romero         |
| 5     | IRI  | Majid Khodaei       |
| 6     | GRE  | Lazaros Loizidis    |
| 7     | UKR  | Taras Danko         |
| 8     | TJK  | Shamil Aliev        |
|       |      |                     |
| 10    | GER  | David Bichinashvili |

Datum: 27. bis 28. August 2004

22 Teilnehmer aus 22 Ländern

### Klasse bis 96 kg (Schwergewicht)
| Platz | Land | Sportler               |
| ----- | ---- | ---------------------- |
| 1     | RUS  | Chadschimurad Gazalow  |
| 2     | UZB  | Magomed Ibragimov      |
| 3     | IRI  | Alireza Heidari        |
| 4     | USA  | Daniel Cormier         |
| 5     | AZE  | Rustam Aghayev         |
| 6     | CHN  | Wang Yuanyuan          |
| 7     | BLR  | Aljaksandr Schamarau   |
| 8     | GEO  | Eldari Luka Kurtanidse |
|       |      |                        |
| 16    | SUI  | Rolf Scherrer          |
| 16    | AUT  | Radovan Valach         |

Datum: 28. bis 29. August 2004

21 Teilnehmer aus 21 Ländern

### Klasse bis 120 kg (Superschwergewicht)
| Platz | Land | Sportler                  |
| ----- | ---- | ------------------------- |
| 1     | UZB  | Artur Taymazov            |
| 2     | IRI  | Alireza Rezaei            |
| 3     | TUR  | Aydın Polatçı             |
| 4     | KAZ  | Marid Mutalimow           |
| 5     | CUB  | Alexis Rodríguez Valera   |
| 6     | RUS  | Kuramagomed Kuramagomedow |
| 7     | USA  | Kerry McCoy               |
| 8     | BUL  | Boschidar Bojadschiew     |
| 9     | GER  | Sven Thiele               |

Datum: 27. bis 28. August 2004

20 Teilnehmer aus 20 Ländern

## Ergebnisse griechisch-römischer Stil (Männer)

### Klasse bis 55 kg (Bantamgewicht)
| Platz | Land | Sportler           |
| ----- | ---- | ------------------ |
| 1     | HUN  | István Majoros     |
| 2     | RUS  | Geidar Mamedalijew |
| 3     | GRE  | Artiom Kiourengian |
| 4     | UKR  | Oleksij Wakulenko  |
| 5     | CUB  | Lázaro Rivas       |
| 6     | GEO  | Irakli Tschotschua |
| 7     | KOR  | Im Dae-won         |
| 8     | DEN  | Håkan Nyblom       |

Datum: 24. bis 25. August 2004

22 Teilnehmer aus 22 Ländern

### Klasse bis 60 kg (Federgewicht)
| Platz | Land | Sportler             |
| ----- | ---- | -------------------- |
| 1     | KOR  | Jung Ji-hyun         |
| 2     | CUB  | Roberto Monzón       |
| 3     | BUL  | Armen Nasarjan       |
| 4     | RUS  | Alexei Schewtsow     |
| 5     | JPN  | Makoto Sasamoto      |
| 6     | KAZ  | Nurlan Koischaiganow |
| 7     | ROM  | Eusebiu Diaconu      |
| 8     | TUR  | Şeref Tüfenk         |

Datum: 25. bis 26. August 2004

22 Teilnehmer aus 22 Ländern

### Klasse bis 66 kg (Leichtgewicht)
| Platz | Land | Sportler               |
| ----- | ---- | ---------------------- |
| 1     | AZE  | Fərid Mansurov         |
| 2     | TUR  | Şeref Eroğlu           |
| 3     | KAZ  | Mchitar Manukjan       |
| 4     | SWE  | Jimmy Samuelsson       |
| 5     | UKR  | Armen Wardanjan        |
| 6     | GRE  | Konstantinos Arkoudeas |
| 7     | GER  | Jannis Zamanduridis    |
| 8     | ARM  | Waghinak Galstjan      |

Datum: 24. bis 25. August 2004

20 Teilnehmer aus 20 Ländern

### Klasse bis 74 kg (Weltergewicht)
| Platz | Land | Sportler                 |
| ----- | ---- | ------------------------ |
| 1     | UZB  | Aleksandr Doxturishvili  |
| 2     | FIN  | Marko Yli-Hannuksela     |
| 3     | RUS  | Warteres Samurgaschew    |
| 4     | SUI  | Reto Bucher              |
| 5     | KAZ  | Danil Chalimow           |
| 6     | CUB  | Filiberto Ascuy Aguilera |
| 7     | GER  | Konstantin Schneider     |
| 8     | HUN  | Tamás Berzicza           |

Datum: 25. bis 26. August 2004

20 Teilnehmer aus 20 Ländern

### Klasse bis 84 kg (Mittelgewicht)
| Platz | Land | Sportler               |
| ----- | ---- | ---------------------- |
| 1     | RUS  | Alexei Mischin         |
| 2     | SWE  | Ara Abrahamian         |
| 3     | BLR  | Wjatschaslau Makaranka |
| 4     | TUR  | Hamza Yerlikaya        |
| 5     | GRE  | Dimitrios Avramis      |
| 6     | UKR  | Oleksandr Daragan      |
| 7     | JPN  | Shingo Matsumoto       |
| 8     | ARM  | Lewon Geghamjan        |

Datum: 24. bis 25. August 2004

20 Teilnehmer aus 20 Ländern

### Klasse bis 96 kg (Schwergewicht)
| Platz | Land | Sportler              |
| ----- | ---- | --------------------- |
| 1     | EGY  | Karam Ibrahim         |
| 2     | GEO  | Ramas Nosadse         |
| 3     | TUR  | Mehmet Özal           |
| 4     | CUB  | Ernesto Peña          |
| 5     | KGZ  | Gennadi Tschchaidse   |
| 6     | RUS  | Gogi Koguaschwili     |
| 7     | GRE  | Georgios Koutsioumpas |
| 8     | BUL  | Kalojan Dintschew     |
|       |      |                       |
| 11    | GER  | Mirko Englich         |

Datum: 25. bis 26. August 2004

22 Teilnehmer aus 22 Ländern

### Klasse bis 120 kg (Superschwergewicht)
| Platz | Land | Sportler            |
| ----- | ---- | ------------------- |
| 1     | RUS  | Chassan Barojew     |
| 2     | KAZ  | Georgi Tsurtsumia   |
| 3     | USA  | Rulon Gardner       |
| 4     | IRI  | Sajjad Barzi        |
| 5     | CUB  | Mijaín López        |
| 6     | FRA  | Yannick Szczepaniak |
| 7     | GRE  | Xenofon Koutsioubas |
| 8     | BUL  | Sergei Mureiko      |

Datum: 24. bis 25. August 2004

20 Teilnehmer aus 20 Ländern

## Ergebnisse Freistil (Frauen)

### Klasse bis 48 kg (Fliegengewicht)
| Platz | Land | Sportlerin                  |
| ----- | ---- | --------------------------- |
| 1     | UKR  | Iryna Melnik                |
| 2     | JPN  | Chiharu Ichō                |
| 3     | USA  | Patricia Miranda            |
| 4     | FRA  | Angélique Berthenet         |
| 5     | RUS  | Lorissa Oorschak            |
| 6     | GER  | Brigitte Wagner             |
| 7     | TJK  | Lidiya Karamchakova         |
| 8     | MGL  | Tsogtbadsaryn Enchdschargal |

Datum: 22. bis 23. August 2004

14 Teilnehmerinnen aus 14 Ländern

### Klasse bis 55 kg (Leichtgewicht)
| Platz | Land | Sportlerin          |
| ----- | ---- | ------------------- |
| 1     | JPN  | Saori Yoshida       |
| 2     | CAN  | Tonya Verbeek       |
| 3     | FRA  | Anna Gomis          |
| 4     | SWE  | Ida-Theres Karlsson |
| 5     | CHN  | Sun Dongmei         |
| 6     | USA  | Tela O’Donnell      |
| 7     | KOR  | Lee Na-lae          |
| 8     | UKR  | Tetjana Lasarewa    |

Datum: 22. bis 23. August 2004

12 Teilnehmerinnen aus 12 Ländern

### Klasse bis 63 kg (Mittelgewicht)
| Platz | Land | Sportlerin         |
| ----- | ---- | ------------------ |
| 1     | JPN  | Kaori Ichō         |
| 2     | USA  | Sara McMann        |
| 3     | FRA  | Lise Legrand       |
| 4     | GRE  | Stavroula Zygouri  |
| 5     | CAN  | Viola Yanik        |
| 6     | BLR  | Volha Chilko       |
| 7     | GER  | Stéphanie Groß     |
| 8     | RUS  | Aljona Kartaschowa |

Datum: 22. bis 23. August 2004

12 Teilnehmerinnen aus 12 Ländern

### Klasse bis 72 kg (Schwergewicht)
| Platz | Land | Sportlerin          |
| ----- | ---- | ------------------- |
| 1     | CHN  | Wang Xu             |
| 2     | RUS  | Güsel Manjurowa     |
| 3     | JPN  | Kyōko Hamaguchi     |
| 4     | UKR  | Switlana Sajenko    |
| 5     | CAN  | Christine Nordhagen |
| 6     | GER  | Anita Schätzle      |
| 7     | USA  | Toccara Montgomery  |
| 8     | GRE  | Maria Vryoni        |
| 9     | AUT  | Marina Gastl        |

Datum: 22. bis 23. August 2004

12 Teilnehmerinnen aus 12 Ländern